# Medaglia Stampacchia
La medaglia Stampacchia (Stampacchia Gold Medal) è un premio internazionale riservato a matematici che non abbiano superato i 35 anni. Il premio viene assegnato in riconoscimento di studi nel campo del calcolo delle variazioni e delle sue applicazioni che abbiano avuto forte impatto e riconoscimento internazionale. La medaglia è intitolata alla memoria del matematico italiano Guido Stampacchia.
Il premio è promosso congiuntamente dall'Unione matematica italiana (UMI) e dalla Fondazione "Ettore Majorana" (Erice) e viene attribuito da una commissione internazionale composta da matematici di chiara fama e nominata dall'UMI. La premiazione avviene durante la cerimonia di apertura della  Conferenza internazionale sull'analisi variazionale e applicazioni che ogni tre anni viene organizzata presso la Scuola matematica "Guido Stampacchia" della Fondazione "Ettore Majorana".

## Vincitori
- 2003 Tristan Rivière (ETH, Zurigo)
- 2006 Giuseppe Mingione (Università di Parma)
- 2009 Camillo De Lellis  (Università di Zurigo)
- 2012 Ovidiu Savin (Columbia University)
- 2015 Alessio Figalli (Texas University at Austin)
- 2018 Guido De Philippis (Sissa, Trieste)
- 2021 Xavier Ros-Oton (ICREA e Universitat de Barcelona)[2]
- 2024 Maria Colombo (Scuola politecnica federale di Losanna)[3]